# 費耶特縣 (田納西州)
費耶特縣（英語：Fayette County）是位於美國田納西州西南部的一個縣，南鄰密西西比州。面積1,829平方公里。根據美國2000年人口普查，共有人口28,806人。縣治索麥維
 (Somerville)。
成立於1824年9月29日。縣名是紀念美國獨立戰爭英雄、法國大革命領導者，拉法葉侯爵。